# Graberšćak
Graberšćak is een plaats in de gemeente Vrbovec in de Kroatische provincie Zagreb. De plaats telt 88 inwoners (2001).